# Paraolinx trinidadensis
Paraolinx trinidadensis is een vliesvleugelig insect uit de familie Eulophidae. De wetenschappelijke naam is voor het eerst geldig gepubliceerd in 1964 door Miller.